# 我爱金正恩
《我爱金正恩》（英語：The Propaganda Game）是2015年关于朝鲜的纪录片，由导演阿尔瓦罗·朗格利亚拍摄。
《荷里活報道》将其描述为“实际上是他对该国短暂访问而精心制作的影像日记”，并且“因其主题而不可避免地引人入胜”。
这部电影在2015年9月的聖塞瓦斯蒂安國際電影節上全球首映，并被提名第30届戈雅奖最佳纪录片奖。

## 外部連結
- 互联网电影数据库（IMDb）上《我爱金正恩》的资料（英文）